# دايكي سوغيوكا
دايكي سوغيوكا (باليابانية: 杉岡大暉)، من مواليد 8 سبتمبر 1998م، وهو لاعب كرة قدم ياباني محترف، يلعب مع نادي شونان بلمار الياباني عام 2017م، وكان من اللاعبين الذين اختاروا التشكيلة الثابتة لبطولة كأس العالم تحت 20 سنة، والتي أستضافته كوريا الجنوبية سنة 2017م.